# Panzaleo
Le panzaleo est une langue amérindienne isolée parlée en Équateur, à l'époque de la colonisation espagnole.

## Extension géographique
Le panzaleo était parlé de Quito à Mocha, dans les provinces de Cotopaxi, Tungurahua et dans le Sud de la province de Pichincha.

## Histoire de la langue
La langue est éteinte depuis longtemps. Les Panzaleos ont peut-être été les premiers indiens des hautes terres équatoriennes à être quechuanisés.
L'étude de la toponymie locale permet d'identifier des terminaisons régulières dans les noms de lieux, tels que -lagua, -rahua, comme dans Tungurahua, ou -leo, -aló, -haló .

## Classification
Le panzaleo est considéré comme un isolat linguistique ou plus exactement comme une langue non classée. Loukotka (1968) en fait une langue apparentée au páez, une hypothèse qui, reposant sur des éléments fragiles, est peu crédible pour Adelaar (en).